# Schwarte (Holz)

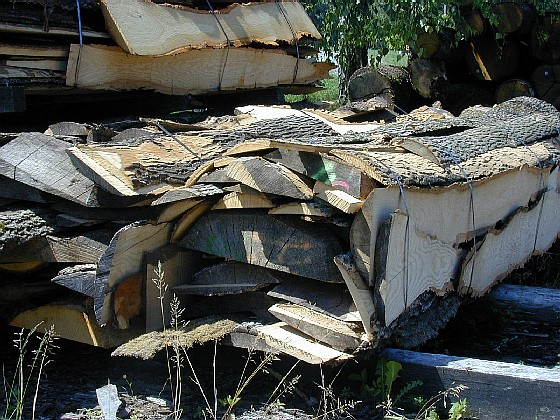
Gebündelte Schwarten in einem Sägewerk

Als Schwarten werden die äußeren Abschnitte bezeichnet, die beim Aufsägen eines Stammes auf Schnittholz entstehen. Eine Seite wird von der Stammaußenseite gebildet und weist somit noch die äußere Stammrundung mit Borke auf.
Häufig ist sie noch unentrindet. Diese Schwarten haben eine schlechte Qualität und werden oft als Restholz einer weiteren Verwendung als Hackschnitzel oder Brennholz zugeführt. Einzige Ausnahme ist die Außenverschalung, bei der die nicht angerissene Oberfläche erhöhte natürliche Wetterwiderstandsfähigkeit bietet. Verschalungen in Schwartholz bieten ein „rustikales“ Aussehen.